# Pavelló d'informació hotelera

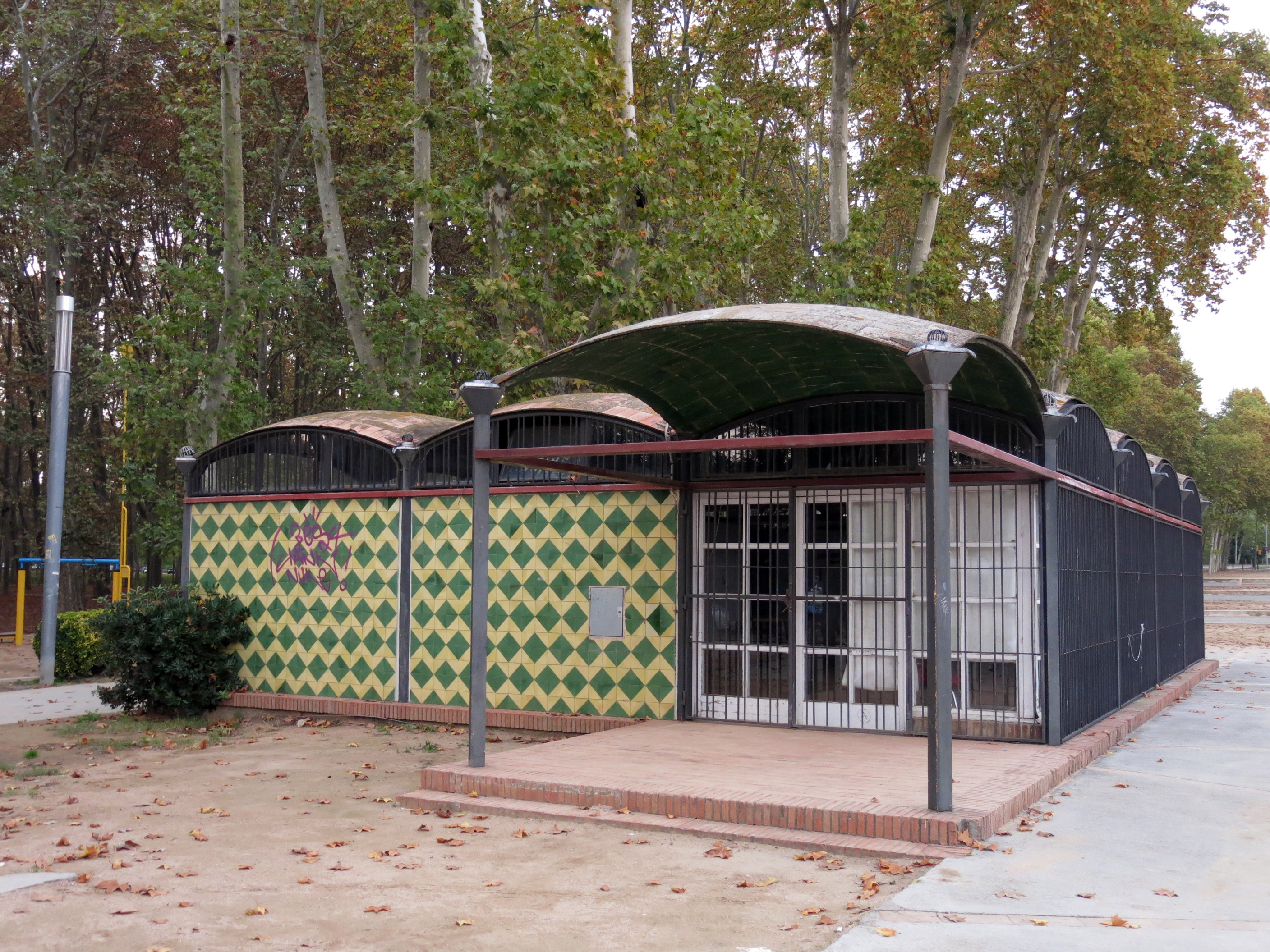
El Pavelló d'informació o Hotel Inform, a la Devesa de Girona

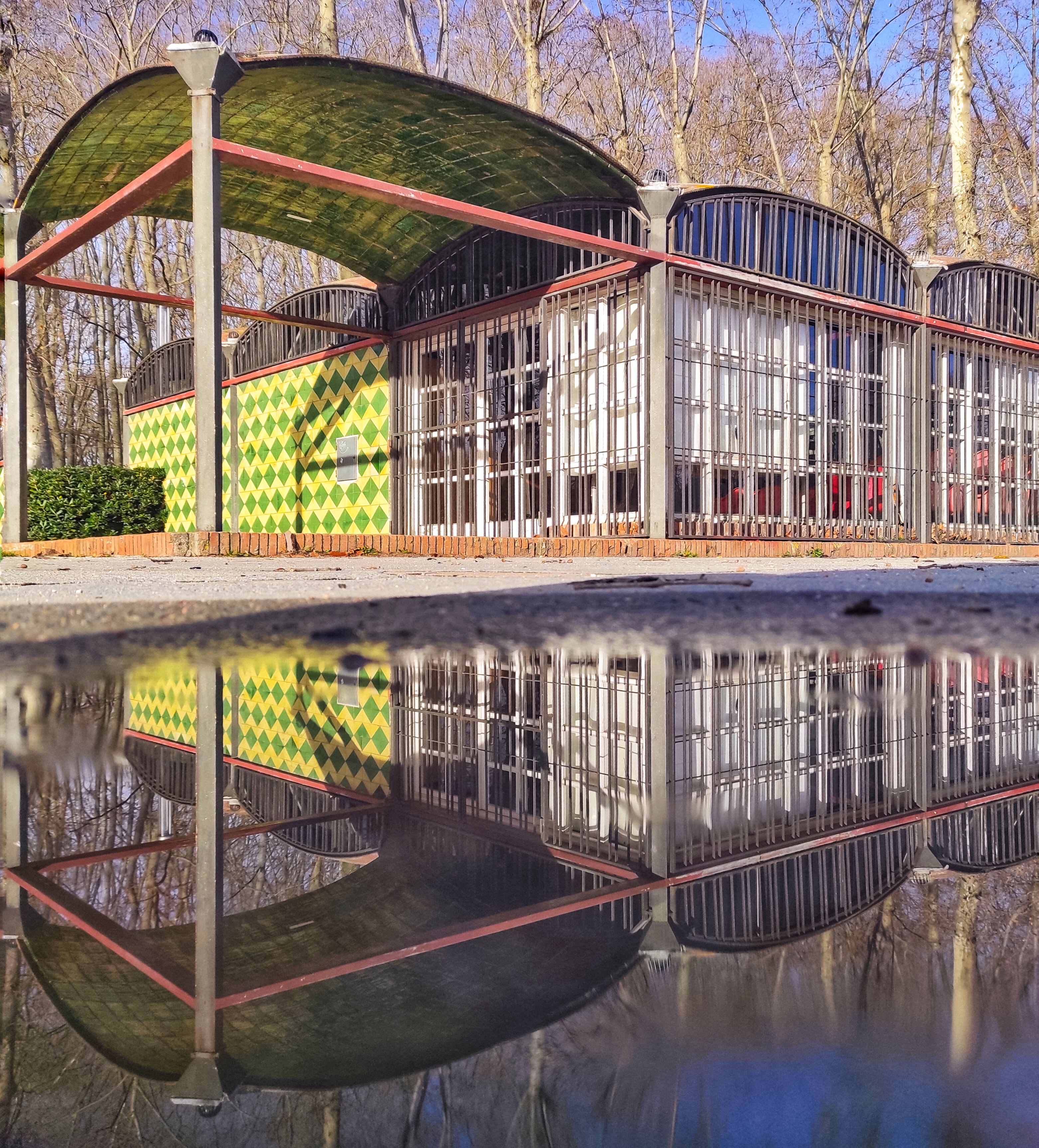
Pavelló d'Informació Hotelera, a la Devesa de Girona

El Pavelló d'informació hotelera, també conegut com a Hotel Inform, és un edifici del 1964 situat a l'inici del Parc de la Devesa, a Girona, obra de l'arquitecte Joan Bosch i Agustí.
Utilitza elements de la tradició catalana, com les voltes bufades i la ceràmica tradicional, combinades d'una manera contemporània. A partir d'una planta lliure, formada per una retícula ortogonal de pilars de ferro i coberta de voltes extremadament lleugeres, es delimiten espais mitjançant envans ceràmics i de vidre. Són 12 mòduls amb coberta de volta de mocador de 4 punts. L'accés es produeix a través d'un porxo idèntic als mòduls esmentats i situat en un extrem. L'exterior se'ns presenta en una part massissa de rajoles ceràmiques i més propera a la Devesa, i d'altre més transparent pel costat de la carretera. Degut a la llibertat de la planta, permet que un dels arbres de la Devesa entri a formar part de la planta.
El pavelló es va construir per una iniciativa d'empresaris gironins, que en van assumir el cost, i va ser la primera oficina de turisme de la ciutat. Des de llavors ha anat tenint diversos usos, i actualment està infrautilitzat, sense cap funció concreta.